# Вишенка (Гагарінський район)
Вишенка (рос. Вишенка) — присілок Гагарінського району Смоленської області Росії. Входить до складу Єльнинського сільського поселення.
Населення — 5 осіб (2007 рік).